# Месиас (Алагоас)
Месиас (порт. Messias)  —  муниципалитет в Бразилии, входит в штат Алагоас. Составная часть мезорегиона Восток штата Алагоас. Входит в экономико-статистический  микрорегион Мата-Алагоана. Население составляет 18,031 человек (2020). Занимает площадь 113,3 км². Плотность населения — 159.56 чел./км².

## История
Город основан 6 сентября 1962 года.

## География
Климат местности: тропический дождливый.